# Freedom, Quận Outagamie, Wisconsin
Freedom là một thị trấn thuộc quận Outagamie, tiểu bang Wisconsin, Hoa Kỳ. Năm 2010, dân số của thị trấn này là 5.718 người.